# I Find You Very Attractive
I Find You Very Attractive — дебютный студийный альбом британской джазовой группы Touch and Go, выпущенный в 1999 году на лейбле V2 Records.
Первый сингл с альбома, «Would You?», вышел в 1998 году и занял 3 место в британском хит-параде UK Singles Chart, а также покорил чарты Америки и Европы.
Именно после популярности сингла Touch and Go решили записать альбом. Было сведено множество семплов, оригинальных музыкальных эффектов. Также I Find You Very Attractive представлял собой сплав латинских ритмов, ретро-лаунж-джаза и свинга. Композиции Touch and Go использовали известные компании, многие фильмы и другие рекламные агентства.
Ещё одна популярная композиция с альбома, «Straight to the Number 1», стала хитом. Кроме «Would You» и «Straight to the Number 1», хитами становились песни «So Hot» и «Tango in Harlem».

## Список композиций
| №   | Название                                         | Длительность |
| --- | ------------------------------------------------ | ------------ |
| 1.  | «Straight to the Number One»                     | 3:05         |
| 2.  | «Big Beat/Big Beat Boogie»                       | 3:13         |
| 3.  | «Ecoutez, Repeteuz»                              | 4:37         |
| 4.  | «Would You»                                      | 3:10         |
| 5.  | «So Hot»                                         | 3:23         |
| 6.  | «Mein Freund Harvey Sugar Daddy»                 | 4:37         |
| 7.  | «Tango in Harlem»                                | 3:25         |
| 8.  | «Are You Talking About Me?»                      | 3:58         |
| 9.  | «Life's a Beach»                                 | 3:38         |
| 10. | «Thanks for Coming»                              | 4:19         |
| 11. | «Would You (Trailermen Go To RIO Edit)»          | 3:42         |
| 12. | «Straight to the Number One (Dreamcatchers Mix)» | 3:14         |

### Бонус-треки
| №   | Название                                               | Длительность |
| --- | ------------------------------------------------------ | ------------ |
| 13. | «Danceteraria Bongo Bong»                              | 4:32         |
| 14. | «Jazz Essential» (совместно с Jazz Con Bazz)           | 3:50         |
| 15. | «Blowing» (совместно с Ever C)                         | 4:09         |
| 16. | «Straight to the Number One (Go Latino Mix)»           | 5:00         |
| 17. | «Le Flic Et La Fille» (совместно с Arling And Cameron) | 4:26         |
| 18. | «Straight to the N.1 (The Cool Fish)»                  | 4:44         |